# Seznam slovenskih sabljačev

## A
- Omar Ait-Si-Mohamed
- Luka Antončič

## B
- Andraž Bačovnik Fijavž
- Lovro Bačovnik Fijavž
- Žan Ban
- Jošt Balent
- Uroš Balent
- Rok Bezlaj
- Jan Bidovec
- Denys Bilash
- Marko Bobič
- Daniil Bubko

## C
- Andrej Cankar
- Romana Caran
- Blaž Celovec
- Aljoša Cetinski
- Rudolf Cvetko
- Matevž Cvetkovič

## Č
- Tine Čas

## D
- Domen Davidovič
- Nevenka Dolanc
- Kaja Dolar
- Robin Dolar
- Lovro Dežman

## F
- Izidor Felicijan

## G
- Jan Golobič
- Gregor Gorjan
- Matej Gorjan
- Jan Grudina
- Anže Guček
- Gal Gluhić
- Jaka Gspan

## H
- Matej Hafner
- Matjaž Hafner
- Martin Hergouth
- Matej Hertl
- Iztok Hočevar

## I
- Vesna Iršič

## J
- Janže Jarc
- Eva Jerman
- Eva Jeza
- Jure Jeza
- Miha Juren

## K
- Agim Kazazi
- Jernej Kitek
- Petra Kladnik
- Darko Knez
- Klemen Knez
- Robi Koman (Komi Roban)
- Klara Korenčan
- Gaja Kores
- Lori Dolores Kregar
- Žiga Kvar
- LOVRO KLJUN

## M
- Mihael Aleksander Mahkovic
- Edo Marion
- Nikita Matkovič
- Eli Mlekuž
- Vid Mohorko
- Jure Mravljak
- Luka Mravljak
- Neža Mravlje
- Matevž Mramor

## P
- Rene Petrovič
- Fran Pihlar
- Gregor Plamberger
- Marko Pogačar
- Davor Praprotnik
- Matevž Privšek
- Nika Pušenjak
- Žan Počkar
- Gregor Pörš
- Jakob Pörš
- Tomaž Pörš

## R
- Jan Rebolj

## S
- Arne Salobir
- Jure Salobir
- Marjan Salobir
- Domen Selan
- Klemen Selan
- Nežka Selan
- Simon Simoniti
- Jan Smerkolj
- Martin Slodnjak
- Rok Sobočan
- Iva Sodnik
- Urban Sodnik
- Luka Starc
- Katja Stergar

## Š
- Peter Šaponja
- Klemen Špeh
- Eva Štubelj
- Jaka Šuligoj

## T
- Ivka Tavčar
- Simona Tobias
- Katra Tomažič
- Tina Tomažič
- Tanja Tomšič
- David Trofenik
- Nuša Trpin
- Maj Trilar

## U
- Gregor Uranjek
- Robert Uranjek
- Jurij Urbas

## V
- Lucija Vanček
- Richard Verderber
- Petra Vernik
- Nikolaja Vezjak

## Z
- Eva Helena Zorman Arhivirano 2016-03-13 na Wayback Machine.
- Matej Zapušek
- Sara Zovko
- David Zupančič

## Ž
- Žiga Žmauc Klar